# Heniochus chrysostomus
Espèce
Statut de conservation UICN

 LC  : Préoccupation mineure
Heniochus chrysostomus, communément nommé poisson-cocher du Pacifique, est un poisson osseux de petite taille appartenant à la famille des Chaetodontidae natif de la partie centrale du Bassin Indo-Pacifique. 

## Description

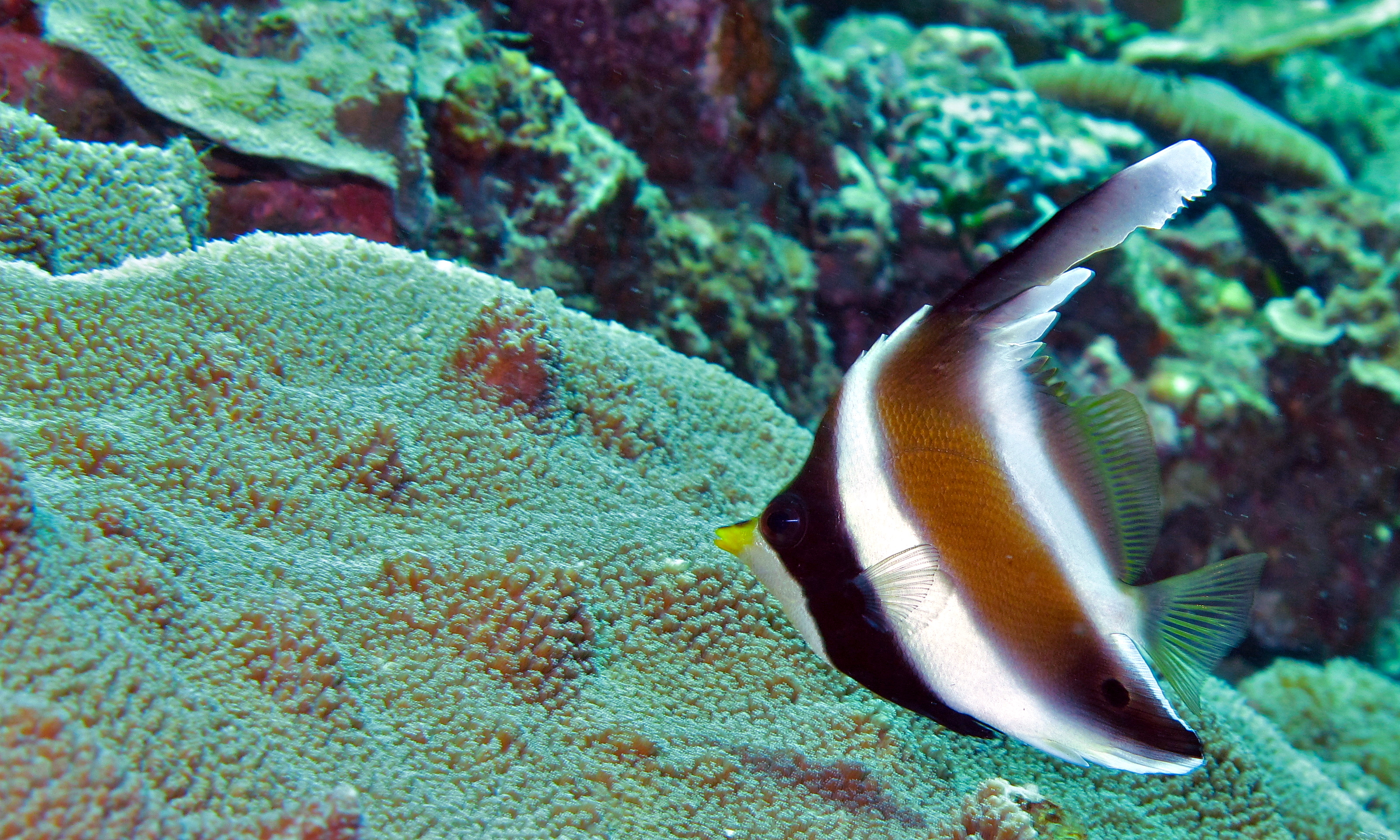
Heniochus chrysostomus (Sulawesi, Indonésie)

Le poisson-cocher du Pacifique est un poisson de petite taille qui peut atteindre une longueur maximale 18 cm
Son corps est compressé latéralement,les premiers rayons de sa nageoire dorsale s'étirent en un long filament blanc et noire ressemblant en quelque sorte à une plume. Son corps est blanc et est parcouru par trois bandes brunes obliques dont l'intensité va du plus sombre au plus clair en partant de la tête. La partie postérieure de la nageoire dorsale, la nageoire caudale ainsi que les nageoires pectorales sont jaune-orangé. La nageoire anale est étirée et sa bordure externe est arrondie. 
Le museau s'étire vers l'avant avec une petite bouche protractile terminale. La bouche, le dessus du museau et la zone entre les yeux sont colorés de jaune.
Les juvéniles arborent un ocelle noir cerné de jaune orangé sur la partie inférieure du lobe de la nageoire anale.

## Distribution & habitat
Le poisson-cocher du Pacifique est présent dans les eaux tropicales et subtropicalesde la partie centrale du Bassin Indo-Pacifique soit des côtes occidentales de l'Inde à la Polynésie et du sud du Japon à la Nouvelle-Calédonie.
Le poisson-cocher du Pacifique apprécie les eaux relativement peu profondes et riches en corail des lagons, des platiers récifaux et des pentes externes de deux à 40 mètres de profondeur .
Quant aux juvéniles, ils préfèrent les eaux calmes des lagons et des estuaires .

## Biologie
Le poisson-cocher du Pacifique vit en couple et a un régime alimentaire dit coralivore, c'est-à-dire qu'il se nourrit des polypes du corail,.

## Statut de conservation
En dehors d'une pêche pour l'aquariophilie, l'espèce ne fait face à aucune menace importante, le poisson-cocher du Pacifique est toutefois classé en "préoccupation mineure"(LC) par l'UICN .